# Liszki
Liszki ist ein Dorf im Powiat Krakowski der Woiwodschaft Kleinpolen in Polen. Es ist Sitz der gleichnamigen Landgemeinde mit etwa 17.000 Einwohnern.

## Geographie
Liszki liegt ca. 13 km westlich von Krakau am Fluss Sanka, einem Nebenfluss der Weichsel. Sie gehört geographisch zum Krakauer Hochland.

## Geschichte
Siedlungsspuren zeigen, dass die Gegend schon in der Frühzeit besiedelt war.
1257 wird die Kirchengemeinde St. Nikolaus erwähnt.
Nach Aufzeichnungen der Kirchen gehörten 1325 ca. 2000 Menschen zur Kirchengemeinde. 1363 hielt sich Kasimir der Große in Liszki auf.
Zwischen 1954 und 1972 gehörte das Dorf zur Gromada Liszki, deren Verwaltungssitz sich ebenfalls im Dorf befand. Von 1975 bis 1998 gehörte Liszki zur Woiwodschaft Krakau.

## Gemeinde
Die Landgemeinde (gmina wiejska) Liszki erstreckt sich über eine Fläche von 72 km². Zu ihr  gehören weitere Dörfer mit Schulzenämtern. Die Gemeinde verfügt über 14 Schulen.

## Sehenswürdigkeiten

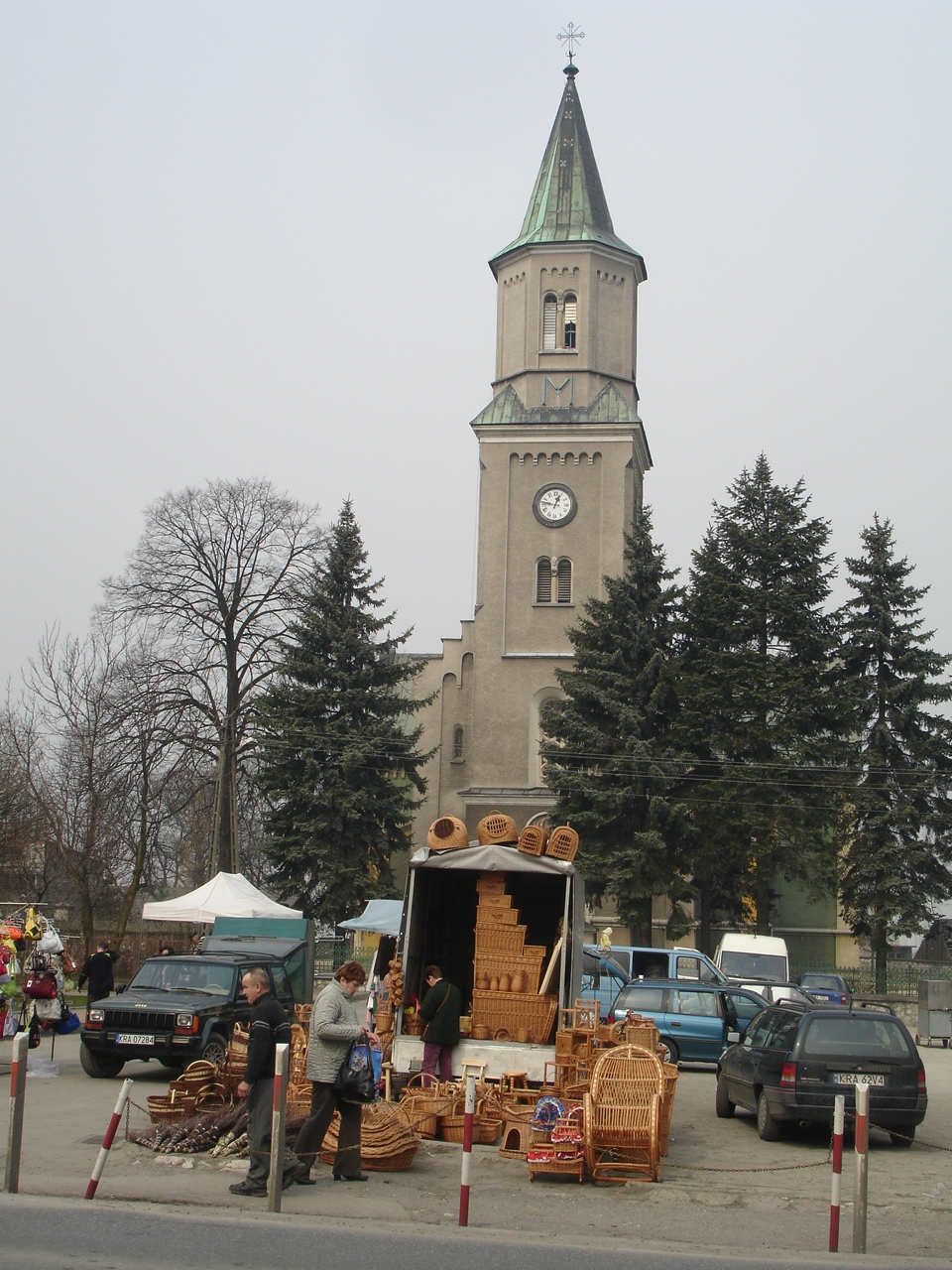
Kirche in Liszki

- Kirche St. Nikolaus aus dem Jahr 1873

## Persönlichkeiten
- Stanisław Rospond (1877–1958), Weihbischof in Krakau
- Stanisław Rospond (1906–1982), Hochschullehrer und Rektor
- Marian Grabowski (1864–1930), Entomologe.